# Олтон (округ Леб, Тексас)
Олтон (енгл. Olton) град је у америчкој савезној држави Тексас. По попису становништва из 2010. у њему је живело 2.215 становника.

## Демографија
Према попису становништва из 2010. у граду је живело 2.215 становника, што је 73 (3,2%) становника мање него 2000. године.
| Група             | 2000.         | 2010.         |
| Белци             | 744 (32,5%)   | 639 (28,8%)   |
| Афроамериканци    | 46 (2,0%)     | 16 (0,7%)     |
| Азијати           | 2 (0,1%)      | 1 (0,0%)      |
| Хиспаноамериканци | 1.476 (64,5%) | 1.539 (69,5%) |
| Укупно            | 2.288         | 2.215         |